# Predore

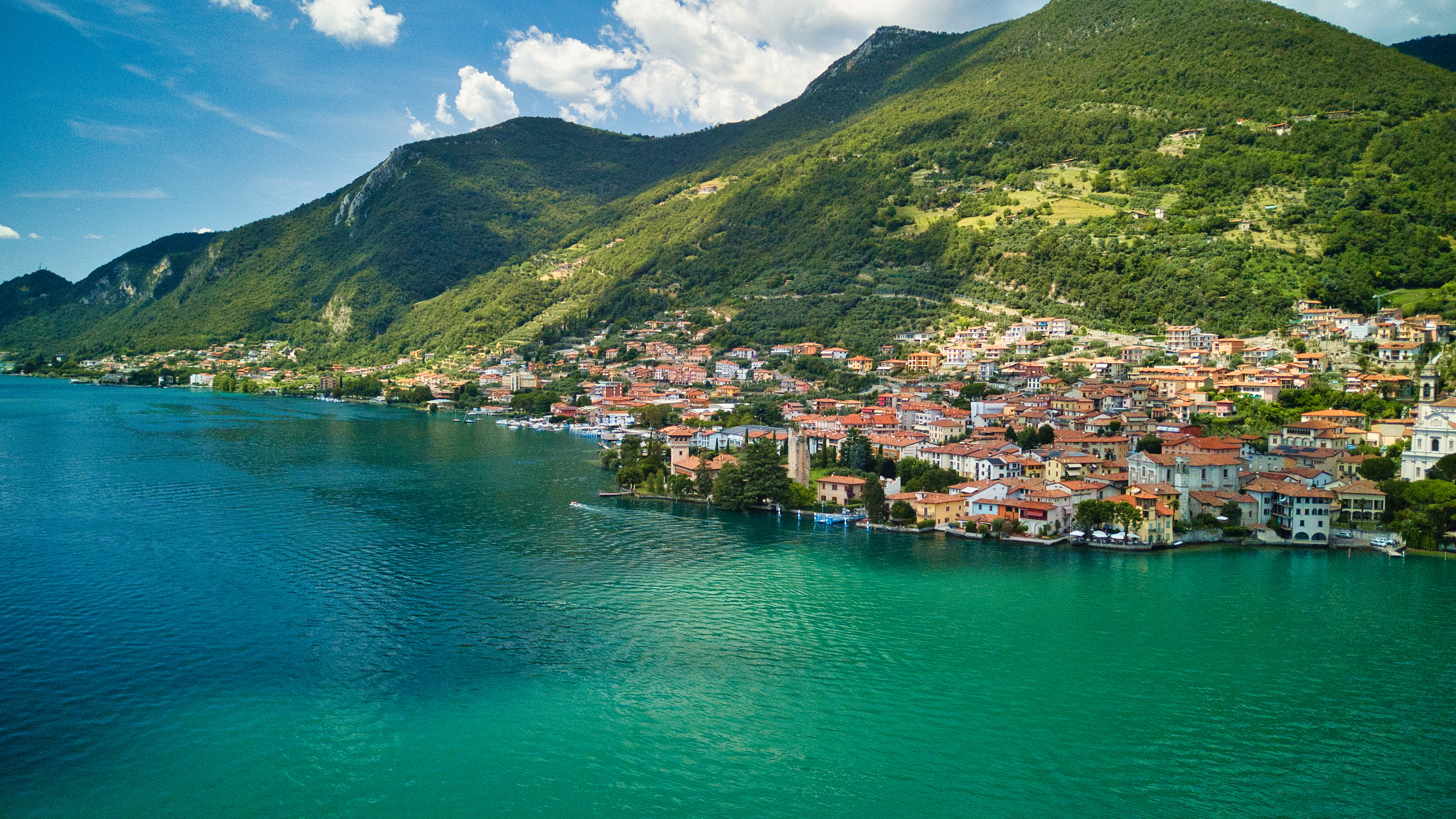
Predore

Predore ist eine Gemeinde mit 1868 Einwohnern (Stand 31. Dezember 2023) in der italienischen Provinz Bergamo, Region Lombardei.
Das Gemeindegebiet umfasst eine Fläche von 11,3 km². Nachbargemeinden sind Iseo, Sarnico, Tavernola Bergamasca, Viadanica und Vigolo.